# Greigia aristeguietae
Espèce
Classification phylogénétique
Greigia aristeguietae est une espèce de plante de la famille des Bromeliaceae, endémique du Venezuela.